# Guilty Gear X
Guilty Gear X: By Your Side (сокращённо GGX) — вторая игра в серии двухмерных файтингов Guilty Gear. Она была разработана японским геймдизайнером Дайсукэ Исиватари и компанией Arc System Works. Игра впервые вышла в 2000 году в Японии на аркадных автоматах Sega Naomi, позже появились её версии для приставок и ПК. Издательством игры в Японии и США занималась компания Sammy Studios. В России Guilty Gear X никогда не издавалась.
Guilty Gear X, как и её предшественница Guilty Gear, представляет собой двухмерный файтинг, в котором игроку предоставляется возможность выбрать одного из четырнадцати персонажей и побороться на арене с противником из числа тех же персонажей, которые сильно различаются и внешним видом, и стилем боя. По сравнению с оригинальной Guilty Gear, в новой версии игры был существенно улучшен баланс и графическое оформление, добавлено несколько новых персонажей и игровых режимов, а также внесены серьёзные изменения в боевую систему.
Критики приняли игру весьма благосклонно. Графика Guilty Gear X, визуальные эффекты и разнообразие персонажей заслужили похвалу сразу нескольких обозревателей, отметивших, помимо прочего, высокую скорость анимации при тщательной прорисовке всех игровых объектов. Жалобы на несбалансированность, характерные для оригинальной Guilty Gear, прекратились, однако изменения боевой системы показались некоторым игрокам слишком сложными и требующими больших усилий для освоения. Другие критики нашли, что присутствовавшие в игре звуковые эффекты оставляли желать лучшего.

## Игровой процесс
После выбора одного из доступных персонажей игроку предлагается победить противника в бою, состоящем из нечётного количества раундов.
Против оппонента можно использовать удары разной степени мощности, броски и комбинации ударов (комбо), выполняемые движениями джойстика и нажатиями на кнопки управления.
Персонажи могут быть безоружными или иметь холодное оружие, огнестрельное и метательное оружие не применяется.
Тем не менее, некоторые персонажи способны бросать в оппонента различные предметы или сгустки энергии.
Перед началом боя игрок может выбрать только одного персонажа и не имеет права менять его ни в течение раунда, ни между раундами.
Выбрать другого персонажа можно только по окончании боя, который проходит на абсолютно ровной арене, не имеющей ни наземных, ни воздушных препятствий.
Персонажи способны передвигаться только по ширине арены и только в определённых пределах. Отступать в глубину они не могут.

### Режимы игры
Guilty Gear X позволяет выбрать один из пяти режимов. Помимо присутствовавших в оригинальной Guilty Gear режимов Versus Mode (против человека), Arcade Mode (режим аркады) и Training Mode (режим тренировки), в игру были добавлены ещё два: Survival Mode (режим выживания) и Medal Mode (режим медалей). В Survival Mode игроку требуется победить как можно больше соперников, причём его шкала здоровья не восстанавливается между раундами, а сложность прохождения противников возрастает. Режим Medal Mode можно включить в опциях игры, после чего из оппонентов при каждом ударе начнут вываливаться медальки разного размера. Собирание этих медалек — единственный способ набрать очки в течение раунда.

### Боевая система
Боевая система Guilty Gear X во многом повторяет систему предыдущей игры. Сохранены основные концепции управления — за основные атаки отвечают 4 кнопки: удар рукой (P — Punch), удар ногой (K — Kick), взмах оружием (S — Slash), сильный взмах оружием (HS — Heavy Slash). Все персонажи умеют выполнять броски, у всех есть приём, поднимающий противника высоко в воздух (т. н. Dust). Особенности передвижения тоже остались неизменными: три вида прыжков и рывки (Dash) на земле и в воздухе присутствовали ещё в оригинальной Guilty Gear.

Джем Курадобери использует спецприём против Зато-1.

Изменения коснулись, в первую очередь, специальных и суперприёмов, которыми владеют персонажи. «Заряжаемые» спецприёмы (Charged Moves), присутствовавшие в предыдущей игре, были убраны из GGX, зато все персонажи приобрели возможность поставить оппоненту подножку (Sweep). Значительные изменения претерпели правила использования энергетической шкалы (Tension), требующейся для выполнения суперприёмов (Overdrives). В GGX они расходуют только половину шкалы — в отличие от GG, в которой для успешного выполнения требовалась шкала, заполненная на 100 %. Интересной и полезной возможностью для создания длинных комб стала техника Roman Cancel, позволявшая потратить половину шкалы Tension на мгновенное прерывание анимации текущей атаки, чтобы вернуть персонажа в нейтральное состояние и тут же атаковать снова, не давая противнику поставить блок. GGX поощряла агрессивный стиль ведения боя, а игроки, выбиравшие чрезмерно оборонительную тактику, наказывались обнулением шкалы Tension.
Наибольшие изменения и усложнения были внесены в выполнение приёма, гарантированно убивающего противника в случае попадания (Instant Kill), за наличие которого оригинальная Guilty Gear заслужила немало негативных отзывов. В GGX возможность выполнения этого приёма была поставлена в прямую зависимость от наличия у игрока энергии в шкале Tension, а противник, попавший под Instant Kill, проигрывал только один раунд, а не весь бой. Более того, в случае промаха игрок терял энергетическую шкалу до конца раунда, а с ней — и все зависящие от неё возможности, что делало Instant Kill весьма рискованным предприятием.
Мелкой, но интересной деталью игры стала модификация «дразнилки» (Taunt), присутствовавшей в GG, в выражение противнику уважения (Respect). Помимо собственно выказывания презрения или уважения, Taunt и Respect различались тем, что анимацию Respect можно было прервать в любой момент в прыжок или удар, а анимация Taunt оставляла персонажа беззащитным на несколько секунд.

## Сюжет
Чтобы не загромождать текст, рядом с русским переводом приводятся только варианты имён и названий, принятые в официальных английских версиях всей серии игр
Сюжет Guilty Gear X продолжает линию событий, описанную в Guilty Gear. Главными героями по-прежнему являются магически трансформированные живые существа — Механизмы (Gears), способные действовать, только получая приказы от Механизма командного типа (command-type Gear), которым являлась Джастис (Justice). Механизмы обратились против человечества, развязав столетнюю войну, но, согласно сюжету Guilty Gear, после уничтожения Джастис потерпели поражение, так как не могли действовать самостоятельно.
События в GGX разворачиваются примерно через год после гибели Джастис. Возникают слухи о появлении ещё одного Механизма командного типа. Опасаясь начала второй жестокой войны, ООН снова объявила о проведении турнира, пообещав награду в 500 000 мировых долларов тому, кто уничтожит нового врага. Механизмом командного типа оказалась девушка по имени Диззи (Dizzy), не имевшая желания воевать и разрушать, несмотря на свою силу и способности. Сол Бэдгай (Sol Badguy), одинокий охотник за головами, обнаружил Диззи и одержал победу в сражении с ней, но убивать не стал, сочтя миролюбивую девушку не представляющей опасности для человечества. Позже Диззи нашёл Кай Киске (Ky Kiske), капитан Интернациональных Сил Полиции (International Police Force). Кай поручил Диззи заботам Джонни (Johnny), капитана команды воздушных пиратов «Медуза» (Jellyfish Air Pirates), с радостью принявшего юную девушку к себе. Между тем Джем Курадобери (Jam Kuradoberi), искусная повариха, освоившая несколько десятков боевых искусств, объявила, что именно она ответственна за исчезновение Механизма командного типа. Джем получила деньги, которые потратила на открытие собственного китайского ресторана.

## Персонажи
В Guilty Gear X имеется 16 персонажей-бойцов, 14 из которых доступны для выбора с самого начала игры. Большая часть их перешла в GGX из предыдущей игры, однако разработчики внесли изменения в состав, убрав нескольких старых персонажей и добавив новых.
| Сводный рейтинг    | Сводный рейтинг | Сводный рейтинг | Сводный рейтинг | Сводный рейтинг |
| Издание            | Оценка          | Оценка          | Оценка          | Оценка          |
| Издание            | Dreamcast       | GBA             | PC              | PS2             |
| ------------------ | --------------- | --------------- | --------------- | --------------- |
| GameRankings       |                 | 64,97 %         |                 | 79,70 %         |
| Metacritic         |                 |                 |                 | 79 %            |
| MobyRank           | 4,1/5           |                 | 3,8/10          | 4,0/5           |
| Иноязычные издания |                 |                 |                 |                 |
| Издание            | Оценка          | Оценка          | Оценка          | Оценка          |
| Издание            | Dreamcast       | GBA             | PC              | PS2             |
| 1UP.com            | A (5/5)         |                 | F (1/5)         | B+ (4+/5)       |
| ActionTrip         |                 |                 | 1,2/5           |                 |
| CVG                |                 |                 |                 | 7/10            |

Основные — 14 бойцов, доступных с начала игры. Перешедшие из Guilty Gear:
- Сол Бэдгай (Sol Badguy) — охотник за головами, грубоватый и резкий одиночка.
- Кай Киске (Ky Kiske) — молодой капитан полиции, вечный соперник Сола.
- Байкен (Baiken) — женщина-самурай, посвятившая всю жизнь поискам создателя Механизмов, чтобы отомстить ему за убийство своей семьи.
- Мэй (May) — юная девушка, принявшая участие в турнире, чтобы получить награду и купить подарок на день рождения для своего возлюбленного Джонни.
- Чипп Занафф (Chipp Zanuff) — ниндзя американского происхождения, разыскивающий убийц своего учителя.
- Потёмкин (Potemkin) — официальный представитель государства под названием Летучий Контитент Зепп.
- Аксель Лоу (Axl Low) — невольный путешественник во времени, перенесённый из XX века в XXII.
- Зато-1 (Zato-1) — глава Синдиката Убийц, ненадолго обретший власть над собственной тенью, после чего тень обрела власть над ним.
- Миллия Рэйдж (Millia Rage) — женщина, покинувшая Синдикат Убийц и преследующая Зато.
- Фауст (Faust) — доктор, вооружённый огромным скальпелем. В Guilty Gear этот персонаж носил имя Доктор Лысоголовый (Dr. Baldhead), однако в GGX разработчики изменили и его имя, и внешность. О причинах изменений не сообщалось.

Добавленные в Guilty Gear X:
- Андзи Мито (Anji Mito) — японец, странствующий по свету в поисках создателя Механизмов.
- Веном (Venom) — член Синдиката Убийц, стремящийся спасти Зато.
- Джем Курадобери (Jam Kuradoberi) — повариха, мечтающая открыть собственный китайский ресторан.
- Джонни (Johnny) — капитан команды воздушных пиратов.

Боссы — 2 босса, встречающиеся игроку на последних уровнях в одиночном режиме (Arcade Mode). Боссы становятся доступны для выбора, если пройти одиночный режим за любого персонажа или победить их в режиме выживания (Survival Mode).
- Тестамент (Testament) — второстепенный босс.
- Диззи (Dizzy) — основной босс.

Из состава персонажей были исключены присутствовавшие в Guilty Gear Клифф Андерсн и Джастис.

## Исправленные версии
Guilty Gear X после своего выпуска претерпела несколько изменений, касавшихся улучшений баланса и игровой механики, а также добавления некоторых малозначительных опций. Всего было выпущено три исправленных версии.

### Guilty Gear X Plus
Вышла в Японии 29 ноября 2001 года на платформе Playstation 2, издатель Sammy Studios. Также выходила в Корее.
Среди наиболее значительных изменений, внесённых в Guilty Gear X Plus, следует отметить добавление в игру двух новых режимов — Gallery (Галерея) и Story Mode (Режим истории), и изменение уже существующих Training (Режим тренировки) и Vs (Против человека). В режиме тренировки появилась возможность отображать на экране нажатия кнопок для отработки комб, а режим против другого игрока позволял увеличивать или уменьшать игрокам количество здоровья. Кроме того, в игру были включены два персонажа из Guilty Gear, отсутствовавшие в Guilty Gear X — Клифф Андерсн и Джастис.

### Guilty Gear X Advance Edition
Вышла в Японии 25 января 2002 года на платформе Game Boy Advance, издатель Sammy Studios. Также выходила в Америке.
В Guilty Gear X Advance Edition были добавлены два игровых режима кроме стандартных: Tag Match и 3-on-3, позволявшие выбирать перед боем не одного, а двух или трёх персонажей соответственно. Некоторые изменения коснулись и боевой системы: на выполнение овердрайвов тратилась не половина шкалы Tension, а все 100 %, как это было в оригинальной Guilty Gear.

### Guilty Gear X v1.5
Guilty Gear X v1.5 была представлена 21 февраля 2003 года в Японии на одной из технических выставок, уже после выхода следующей игры в серии, Guilty Gear XX. Платформой для GGX v1.5 служили аркадные автоматы ATOMISWAVE, продажа игры в Японии не планировалась. В GGX v1.5 вновь подвергся изменениям баланс, а боссы Тестамент и Диззи были сделаны доступными для выбора с самого начала игры.

## Саундтрек
Музыку к Guilty Gear X, как и к предыдущей игре серии, написал Дайсукэ Исиватари. Саундтрек, целиком состоящий из композиций в жанрах хард-рок и хеви-метал, был выпущен отдельным альбомом на двух дисках под названием «Guilty Gear Х OST».
| Диск 1 - 1. «No Mercy» — 3:21 - 2. «Keep Yourself Alive 2» — 2:46 - 3. «Holy Orders (Be Just or Be Dead)» — 2:06 - 4. «Blue Water, Blue Sky» — 2:44 - 5. «Make Oneself» — 3:16 - 6. «Feel a Fear» — 4:38 - 7. «Suck a Sage» — 2:52 - 8. «Burly Heart» — 3:28 - 9. «The Original» — 2:42 - 10. «Writhe in Pain» — 2:37 - 11. «Momentary Life» 2:39 - 12. «Liquor Bar & Drunkard» — 2:48 - 13. «Elegance» — 2:53 - 14. «A Solitude That Asks Nothing in Return» — 3:20 - 15 «Babel Noise» — 2:47 | Диск 2 - 1. «Bloodstained Lineage» — 4:57 - 2. «Awe of She» — 4:46 - 3. «Fatal Duel» — 2:38 - 4. «Still in the Dark» — 3:31 - 5. «Soul Dealer» — 0:35 - 6. «Hello My Dear» — 2:51 - 7. «Stand By» — 2:49 - 8. «It Was Called Victim» — 2:35 - 9. «Go!» — 1:06 - 10. «Keep the Faith» — 1:04 - 11. «Grief» — 1:27 - 12. «Primal Light» — 3:05 - 13. «Calm Passion» — 3:06 - 14. «Walk in the Dusk» — 3:03 - 15. «A Daredevil» — 0:10 - 16. «It Was Called Steel Victim» — 0:08 - 17. «Retake» — 0:23 - 18. «Settlement» — 0:10 - 19. «Beyond the Dark Life» — 2:11 - 20. «NO!!» — 1:16 - 21. «Attention» — 1:18 - 22. «Hello!!» — 1:41 - 23. «Brush Up» — 1:07 - 24. «Dear Me» — 1:08 - 25. «D-A-M-E II» — 1:07 - 26. «D-A-M-E (Sorry)» — 1:12 - 27. «GGX SE Collection» — 1:09 |